# Leucocoryne simulans
Leucocoryne simulans är en amaryllisväxtart som beskrevs av Pierfelice Ravenna. Leucocoryne simulans ingår i släktet Leucocoryne och familjen amaryllisväxter. Inga underarter finns listade i Catalogue of Life.